# Achema
Die Achema (Eigenschreibweise ACHEMA für Ausstellungstagung für chemisches Apparatewesen) ist die weltweit größte Messe der Prozessindustrie für chemische Technik, Verfahrenstechnik und Biotechnologie mit rund 106.000 Besuchern und mehreren tausend internationalen Ausstellern.
Sie wird alle drei Jahre auf dem Gelände der Frankfurter Messe von dem Verein DECHEMA und der „Dechema Ausstellungs-GmbH“ organisiert. Die nächste Achema findet 2027 statt.
Die erste Achema fand 1920 in Hannover statt. Seit 1989 findet die „AchemAsia“ ebenfalls im Turnus von drei Jahren in China statt. Die „AchemAmerica“ wurde 2002 und 2005 in Mexiko-Stadt veranstaltet. 

## Kennzahlen (Auswahl)

### 1952
Die 10. Achema, die von 575 Ausstellern aus dem In- und Ausland beschickt worden war, fand vom 18. bis zum 25. Mai 1952 in Frankfurt am Main statt. Auf ihr waren erstmals Universitätsinstitute als Aussteller vertreten.

### 1976
Die 18. Achema fand vom 20. bis 26. Juni 1976 nach Angaben des Veranstalters mit insgesamt 2.278 Ausstellern statt. 717 Aussteller kamen aus dem Ausland, die meisten aus der Schweiz (132 Aussteller), aus Großbritannien (122) und aus Frankreich (97).
Die Gliederung der Ausstellung erfolgte nach folgenden Fachgebieten und Gesichtspunkten:
- Forschung und Innovation
- Literatur, Information, Lehr- und Lernmittel
- Labortechnik
- Betriebstechnik
- Chemie
- Mess-, Regel- und Automations-Technik
- Werkstofftechnik
- Werkstofftechnik – Materialprüfung
- Kerntechnik

### 2006
Die 28. Achema fand vom 15. bis 19. Mai 2006 nach Angaben des Veranstalters mit insgesamt 3.880 Ausstellern statt. Der Anteil ausländischer Aussteller betrug 44,4 %, die meisten aus Italien, Großbritannien, der Schweiz, den USA, Frankreich und den Niederlanden.
Folgende Fachgebiete waren vertreten:
- Pumpen, Kompressoren und Armaturen: 945 Aussteller
- Labor- und Analysetechnik: 675 Aussteller
- Thermische Verfahrenstechnik: 447 Aussteller
- Mechanische Verfahrenstechnik: 389 Aussteller
- Pharma-, Verpackungs- und Lagertechnik: 365 Aussteller
- Mess-, Regel- und Prozessleittechnik: 340 Aussteller
- Anlagenbau: 288 Aussteller

### 2009
Die 29. Messe fand vom 11. bis 15. Mai 2009 statt mit 3.767 Ausstellern (davon 46,6 % aus dem Ausland) und ca. 173.000 Besuchern.

### 2012
Die 30. Achema vom 18. bis 22. Juni 2012 mit 3.773 Ausstellern verzeichnete rund 166.447 Besucher.
Ausstellungsgruppen waren
- Anlagenbau
- Forschung und Innovation
- Labor- und Analysetechnik
- Literatur, Information, Lern- und Lehrmittel
- mechanische Verfahren
- Mess-, Regel- und Prozessleittechnik
- Pharma-, Verpackungs- und Lagertechnik
- Pumpen, Kompressoren und Armaturen
- Sicherheitssysteme und Arbeitsschutz
- thermische Verfahren
- Werkstofftechnik und Materialprüfung

Eine Sonderschau befasste sich mit Energieträgern und -speichern. Zudem wurden etwa 900 Fachvorträge gehalten.

### 2015
Die Achema 2015 fand vom 15. bis 19. Juni 2015 in Frankfurt am Main mit den Schwerpunktthemen industrielle Wassertechnik, Prozessanalytik und biobasierte Produktion statt. Bei 3813 Ausstellern wurde eine Besucherzahl von mehr als 166.000 Fachbesuchern erreicht. 54 Prozent der Aussteller kamen aus dem Ausland.

### 2018
Die Achema 2018 fand vom 11. bis 15. Juni 2018 in Frankfurt am Main statt. Bei 3737 Ausstellern wurde eine im Vergleich zur Vorveranstaltung etwas geringere Besucherzahl von rund 145.000 Fachbesuchern erreicht. Der Auslandsanteil der Aussteller nahm mit 56 % erneut leicht zu.

### 2022
Wegen der COVID-19-Pandemie fand die für Juni 2021 geplante Achema als Digitalveranstaltung ACHEMA pulse statt. Die Präsenzveranstaltung auf dem Frankfurter Messegelände wurde zunächst auf April 2022 verschoben, dann auf den Zeitraum 22. bis 26. August 2022. An der Achema 2022 beteiligten sich 2211 Aussteller aus 51 Ländern sowie mehr als 70.000 Fachbesucher. Der Auslandsanteil auf der Ausstellerseite lag bei 52,9 %.

### 2024
Die Achema 2024 fand vom 10. bis 14. Juni 2024 in Frankfurt am Main statt. Insgesamt gab es auf dem Frankfurter Messegelände 2.842 Aussteller aus 56 Nationen. Die Zahl der Besucher betrug 106.001 Teilnehmern, sie kamen aus 141 Ländern. Gezeigt wurden neueste Ausrüstungen und innovative Verfahren für die Chemie-, Pharma- und Lebensmittel- sowie verwandte Industrien. Der Auslandsanteil auf der Ausstellerseite lag bei 63 %

## Forschungseinrichtungen
Begleitend zu der Industriemesse gibt es Flächen für wissenschaftliche Aussteller aus Universitäten und Forschungseinrichtungen.

## Preis
Die Dechema vergibt im Rahmen der Messe einen Preis für Start-Ups, den ACHEMA-Gründerpreis.